# Cyclisme aux Jeux des îles de l'océan Indien 2007
Navigation
2003 2011
Les compétitions de cyclisme aux Jeux des îles de l'océan Indien 2007 se sont déroulées du 11 au 18 août 2007 à Antananarivo (Madagascar). 

## Calendrier
| Cyclisme | Cyclisme |  |  | 1 |  |  |  | 1 |  |  | 1 |  |

|  | Jour de compétition |  | Jour de finale | 4 | Nombre de finales |

## Podiums
Trois titres sont disputés à l'occasion de ces jeux.
| Épreuves                     | Or                                                                               | Argent                                                                           | Bronze                                                                                  |
| ---------------------------- | -------------------------------------------------------------------------------- | -------------------------------------------------------------------------------- | --------------------------------------------------------------------------------------- |
| Course en ligne              | Ludovic Babef La Réunion                                                         | Stéphane Lucilly La Réunion                                                      | Sébastien Hoareau La Réunion                                                            |
| Contre-la-montre individuel  | Hedson Mathieu Seychelles                                                        | Stéphane Lucilly La Réunion                                                      | Fabrice Bernard La Réunion                                                              |
| Contre-la-montre par équipes | La Réunion Équipe A Brice Payet Stéphane Lucilly Jean-Marie Lebeau Laurent Clain | La Réunion Équipe B Sébastien Hoareau Mike Ferrere Fabrice Bernard Ludovic Babef | Maurice Équipe A Yannick Lincoln Pascal Ladaub Thomas Desvaux de Marigny Yolain Calypso |

## Tableau des médailles
| Rang | Nation     | Or | Argent | Bronze | Total |
| ---- | ---------- | -- | ------ | ------ | ----- |
| 1    | La Réunion | 2  | 3      | 2      | 7     |
| 2    | Seychelles | 1  | 0      | 0      | 1     |
| 3    | Maurice    | 0  | 0      | 1      | 1     |